# Luca Itter
Gian-Luca Itter (ur. 5 stycznia 1999 w Gießen) – niemiecki piłkarz występujący na pozycji obrońcy w niemieckim klubie SpVgg Greuther Fürth. Wychowanek Eintrachtu Frankfurt, w trakcie swojej kariery grał także w takich zespołach, jak VfL Wolfsburg oraz SC Freiburg. Młodzieżowy reprezentant Niemiec.